# Potentilla borealis
Potentilla borealis är en rosväxtart som beskrevs av J. Soják. Potentilla borealis ingår i Fingerörtssläktet som ingår i familjen rosväxter. Inga underarter finns listade i Catalogue of Life.